# Listas de cometas

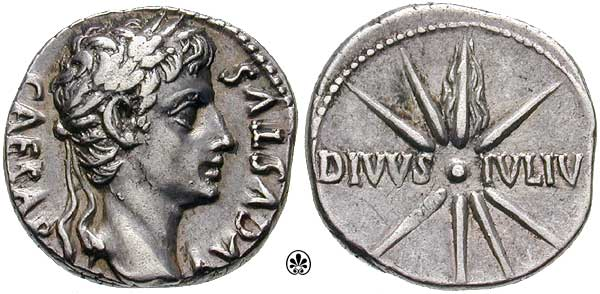
Moeda mostrando o cometa César como uma estrela com oito raios, cauda para cima.

Cometas não-periódicos são vistos apenas uma vez. Possuem órbitas quase parabólica que não irão retornar à proximidade do Sol durante milhares de anos, ou nunca.
Cometas periódicos têm órbitas geralmente elípticas e alongadas, e geralmente voltam à proximidade do Sol após um certo número de décadas.
Os nomes oficiais dos cometas não-periódicos começam com um "C"; os nomes de cometas periódicos começam com "P" ou um número seguido por "P". Cometas que foram perdidos ou estão desaparecidos têm nomes com um "D".

## Listas
- Lista de cometas numerados
- Lista de cometas não-periódicos
- Lista de cometas periódicos
- Lista de corpos menores e cometas visitados por sondas espaciais
- Lista de grandes cometas
- Lista de cometas por tipo